# Langford Hall
Langford Hall est une maison de campagne à Langford (Nottinghamshire). La maison est construite dans le style néo-classique et présente de nombreuses caractéristiques architecturales intéressantes. Elle est classée Grade II * et se trouve dans un parc de 83 acres.
Elle est construite sur deux étages en brique rouge avec des pansements en pierre de taille et repose sur un socle en pierre de taille avec un toit en ardoise en croupe. La façade comporte 5 travées .

## Histoire
La maison est construite à l'origine vers 1774, probablement comme pavillon de chasse, par John Carr d'York pour Charles Slingsby Duncombe (1746-1803), propriétaire de toutes les terres de Langford. À sa mort, il passe à son fils Slingsby Duncombe (1779-1851), qui est choisi haut shérif du Nottinghamshire pour 1834-1835. En 1832, le domaine, ainsi que celui de Winthorpe à proximité, est vendu par ce dernier à Lord Middleton, qui possède des domaines dans le Yorkshire et possède Wollaton Hall dans le Nottinghamshire. Une plaque commémorative à Slingsby Duncombe, qui vit ensuite à Bryanston Square, à Londres, se trouve sur le mur intérieur de l'église de Langford.
La famille Middleton est propriétaire de Langford jusqu'en 1925, date à laquelle le domaine est vendu au Trinity College de Cambridge. Au cours de cette période 1832-1939, la maison est louée et il y a un certain nombre de locataires au fil des ans. En 1853, c'est le siège d'Alfred Haffenden. En 1880-1881, William Henry Coape Oates de Langford Hall est haut shérif. Charles Seely (1er baronnet)  y réside en 1901. En 1939, au début de la guerre, la maison est réquisitionnée et occupée par l'armée et plus tard l'armée de l'air.
En 1945, le domaine de Langford est vendu, Langford Hall lui-même étant acheté par Charles Roach qui crée l'école préparatoire Dolphin qui est fermée en 1968. Après cela, le bâtiment est acheté par Patrick Radford qui réalise un important programme de réparations achevé en 1972. Une grande aile de service à deux étages est démolie et les caves voûtées comblées.
En 2009, elle devient la maison de la famille Sumsion.